# Hermann Haider
Hermann Haider (* 1938 in Linz) ist ein österreichischer Maler und Grafiker.

## Leben und Wirken
Haider wuchs in Ufer bei Ebelsberg auf und absolvierte eine Schriftsetzerlehre.
Er war 1955 Gründungsmitglied der Mühlviertler Künstlergilde. Von 1954 bis 1960 studierte er an der Universität für künstlerische und industrielle Gestaltung Linz in der Meisterklasse für Malerei und Grafik bei Herbert Dimmel.
Der Künstler arbeitet seit den 1950er-Jahren in Steyregg (Pulgarn), wo er im Meierhof von Kloster Pulgarn sein Atelier eingerichtet hat, und wohnt in Kefermarkt. Neben Gemälden, die sich mit Natur und Landschaft auseinandersetzen, schuf er eine Reihe von Sgraffiti, u. a. auf Häuserfronten in Steyregg.
Werke von ihm befinden sich u. a. in der Kunstsammlung des Landes Oberösterreich. Die Stadt Linz, die Tiroler Landesregierung, das Unterrichtsministerium und die Grafische Sammlung der Stadt Salzburg haben Malereien und Grafiken von ihm angekauft.

## Werke (Auswahl)
- Landschaft (1962, 1973, 1986)
- Mühlviertler Hof (1964)
- Blumengarten (1987)
- Blumenstillleben (1985, 1995, 2000, 2001)
- Blumen (1997)
- Laussa (1989)
- Koralpe (1993)
- Mohnblumen (1990, 1994)
- Lilien (1997)
- Storia naturale Flori (1999)
- Garten
- Vibrobil

## Ausstellungen (Auswahl)
- Innsbruck Malerei und Grafik (1968)
- Salzburg Internationale Grafik (1968)
- Große Einzelausstellung im Ursulinenhof Linz (1979)
- Eröffnungsausstellung in Pulgarn (1981)
- Hermann Haider – Neue Arbeiten Galerie Thiele, Linz (1998)
- Tür an Tür, Atelierhaus der Wirtschaft OÖ, Nordico, Museum der Stadt Linz, 2008.

## Veröffentlichungen
- Häusergeschichte, Gewerbeberechtigungen, Viehzählungen, Volkszählungen, Wahlen. In: Mühlviertler Heimatblätter. Jahrgang 8, Linz 1968, Heft 9/10, S. 181–202.
- St. Leonhard bei Freistadt, Markt und Gemeinde nach 1848. In: Mühlviertler Heimatblätter. Jahrgang 8, Linz 1968, Heft 9/10, S. 151–162.
- Hermann Haider, Andreas Becherer: Kleindenkmale von St. Leonhard bei Freistadt. In: Marktgemeinde St. Leonhard (Hrsg.): Heimatbuch der Marktgemeinde St. Leonhard bei Freistadt. St. Leonhard 2000, S. 389–435.
- Franz Kain, Hermann Haider: Brennesseldickicht. Die Leiden des alten Grammatikers. Erzählungen. Bibliothek der Provinz (Hrsg.: Richard Pils), Weitra 1989, ISBN 3-900878-16-1.

## Auszeichnungen
- Goldenes Ehrenzeichen für Verdienste um die Republik Österreich (2012)[3]
- Steyregger Ehrenzeichen